# 斯巴达克同盟/美国
斯巴达克同盟/美国是美国的一个托洛茨基主义组织。它是国际共产主义同盟（第四国际主义者）的美国支部。
该组织原为社会主义工人党的一个派别：革命倾向。1964年，革命倾向被社会主义工人党领导层开除出党，革命倾向遂更名为“斯巴达克派”（得名于第一次世界大战期间德国革命社会主义者卡尔·李卜克内西和罗莎·卢森堡领导的斯巴达克同盟）。1966年后，“斯巴达克同盟”更名为“斯巴达克同盟”。1979年，在该组织的主导下，成立了国际斯巴达克倾向（后更名为国际共产主义同盟（第四国际主义者））。
该组织的规模较小，但在美国却有一定的知名度。该组织强调它的托洛茨基主义正统，宣称那是美国托洛茨基主义的直接遗产。